# Heemsen
Heemsen är en kommun och ort i Landkreis Nienburg/Weser i förbundslandet Niedersachsen i Tyskland.
Kommunen ingår i kommunalförbundet Samtgemeinde Heemsen tillsammans med ytterligare tre kommuner.